# Aimags der Mongolei
Die Aimags (mongolisch ᠠᠶᠢᠮᠠᠭ ayimaɣ [æːmɑ̆ɡ̊], kyrillisch аймаг, deutsch ‚Stamm‘, ‚Stammesgruppe‘) bilden die oberste Ebene der regionalen Verwaltungsgliederung der Mongolei. Ein Aimag ist in mehrere Sum untergliedert. Die Hauptstadt Ulaanbaatar wird separat verwaltet.

## Geschichte
Gegen Ende der Qing-Dynastie der Mandschu in China war das damalige Gebiet der Äußeren Mongolei in die Khanate Chowd, Jassaktu, Sain-Noin, Tushetu, and Tsetsen eingeteilt. Nach der mongolischen Unabhängigkeitserklärung von 1921 verblieben die Provinzen Alxa, Ordos, Shilin Gol, und Jirim bei China, und Tuwa wurde zur unabhängigen Republik Urjanchai. Die bestehende administrative Einteilung blieb innerhalb der neuen Mongolischen Volksrepublik zunächst erhalten.
Nach dem Ende des Russisch-Japanischen Krieges 1941 erfolgte eine administrative Reorganisation, aus welcher die Aimags Archangai, Tschoibalsan, Dorno-Gobi, Dsawchan, Chentii, Chowd, Chöwsgöl, Ömnö-Gobi, Öwörchangai, Töw und Uws hervorgingen. 1954 fiel ein langer Streifen der südlichen Gobi an China zurück. Die Einteilung in der verbleibenden Mongolei wurde verfeinert, und die Aimags Bajanchongor, Bajan-Ölgii, Bulgan, Dund-Gobi, Gobi-Altai und Süchbaatar entstanden. Der Selenge-Aimag wurde zwei Jahre später vom Töw-Aimag abgespalten.
1963 erhielt der Tschoibalsan-Aimag den neuen Namen Dornod-Aimag und die Hauptstadt Ulan Bator (heute Ulaanbaatar) wurde als eigenständige Verwaltungseinheit aus dem Töw-Aimag ausgegliedert. Den gleichen Status erhielten die neu gegründeten Industriestädte Darchan (1961 im Selenge-Aimag) und Erdenet (1975 im Bulgan-Aimag). 1994 wurden zwei Sum des Bulgan-Aimag ausgegliedert, und mit Erdenet zusammen zum Orchon-Aimag erhoben, ebenso entstand aus vier Sum des Selenge-Aimag und Darchan der Darchan-Uul-Aimag. Der Gobi-Sümber-Aimag wurde 1996 vom Dorno-Gobi-Aimag abgespalten.

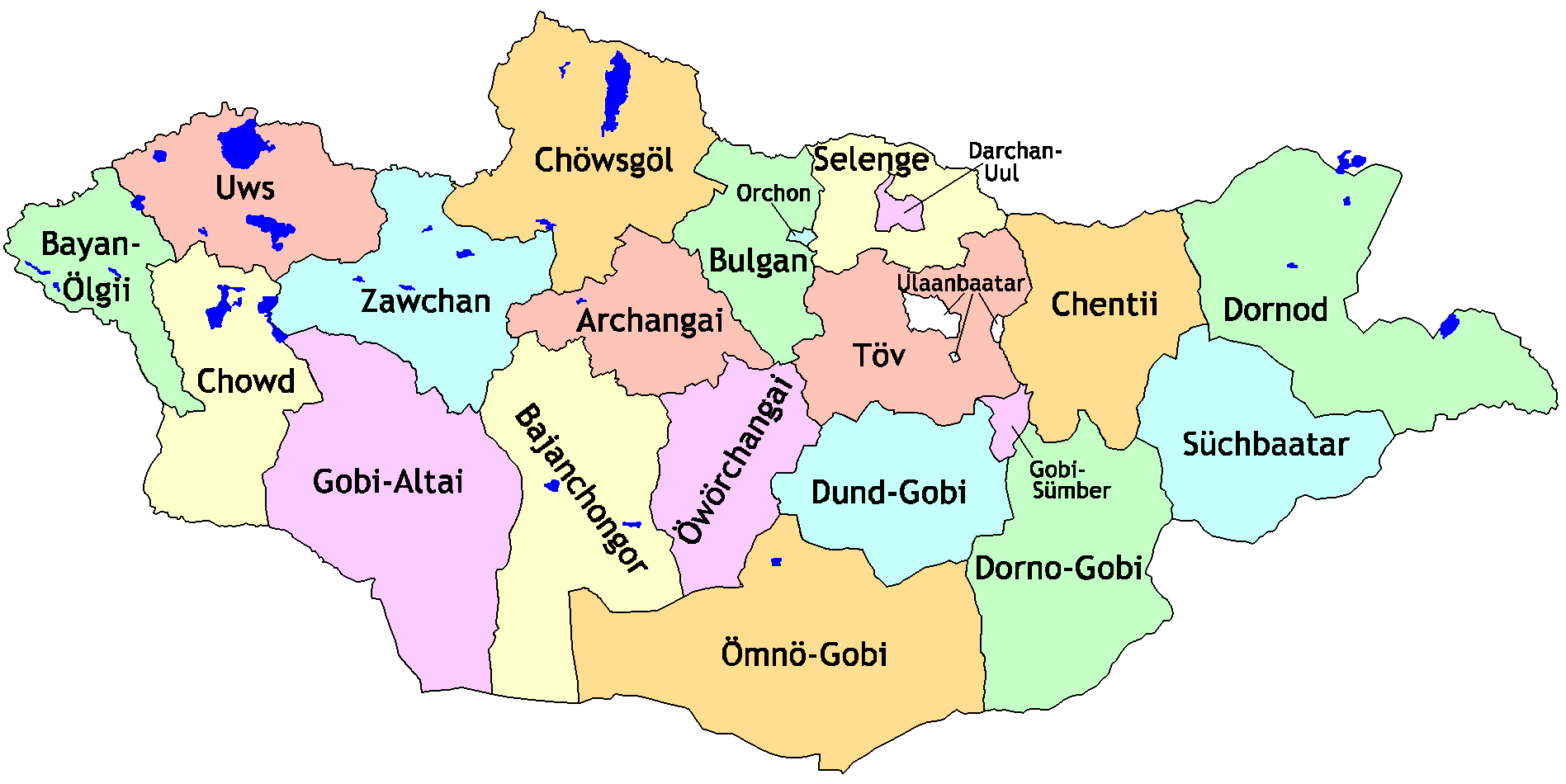
Die geographische Anordnung der Aimags und der Hauptstadt Ulaanbaatar

| Aimag        | Mongolisch  | Sums | Einw. (2016) | Fläche [km²] | Dichte [je km²] | Hauptort     | Mongolisch  |
| ------------ | ----------- | ---- | ------------ | ------------ | --------------- | ------------ | ----------- |
| Archangai    | Архангай    | 19   | 93.509       | 55.300       | 1,7             | Tsetserleg   | Цэцэрлэг    |
| Bajanchongor | Баянхонгор  | 20   | 85.332       | 116.000      | 0,7             | Bajanchongor | Баянхонгор  |
| Bajan-Ölgii  | Баян-Өлгий  | 13   | 99.346       | 45.700       | 2,2             | Ölgii        | Өлгий       |
| Bulgan       | Булган      | 16   | 61.149       | 48.700       | 1,3             | Bulgan       | Булган      |
| Chentii      | Хэнтий      | 17   | 73.608       | 80.300       | 1,0             | Öndörchaan   | Өндөрхаан   |
| Chowd        | Ховд        | 17   | 85.325       | 76.100       | 1,2             | Chowd        | Ховд        |
| Chöwsgöl     | Хөвсгөл     | 24   | 129.957      | 100.600      | 1,2             | Mörön        | Мөрөн       |
| Darchan-Uul  | Дархан-Уул  | 4    | 99.796       | 3.280        | 30,0            | Darchan      | Дархан      |
| Dorno-Gobi   | Дорноговь   | 14   | 66.606       | 109.500      | 0,6             | Sainschand   | Сайншанд    |
| Dornod       | Дорнод      | 14   | 77.772       | 123.600      | 0,6             | Tschoibalsan | Чойбалсан   |
| Dund-Gobi    | Дундговь    | 15   | 45.515       | 74.700       | 0,6             | Mandal-Gobi  | Мандал-Говь |
| Gobi-Altai   | Говь-Алтай  | 18   | 56.694       | 141.400      | 0,4             | Altai        | Алтай       |
| Gobi-Sümber  | Говь-Сүмбэр | 3    | 16.934       | 5.540        | 3,1             | Tschoir      | Чойр        |
| Orchon       | Орхон       | 2    | 101.891      | 840          | 121,3           | Erdenet      | Эрдэнэт     |
| Ömnö-Gobi    | Өмнөговь    | 15   | 46.800       | 165.400      | 0,3             | Dalandsadgad | Даланзадгад |
| Öwörchangai  | Өвөрхангай  | 19   | 113.911      | 62.900       | 1,8             | Arwaicheer   | Арвайхээр   |
| Selenge      | Сэлэнгэ     | 17   | 106.677      | 41.200       | 2,6             | Süchbaatar   | Сүхбаатар   |
| Süchbaatar   | Сүхбаатар   | 13   | 60.032       | 82.300       | 0,7             | Baruun-Urt   | Баруун-Урт  |
| Töw          | Төв         | 27   | 92.832       | 74.000       | 1,3             | Dsuunmod     | Зуунмод     |
| Uws          | Увс         | 19   | 81.377       | 69.600       | 1,2             | Ulaangom     | Улаангом    |
| Dsawchan     | Завхан      | 24   | 70.852       | 82.500       | 0,9             | Uliastai     | Улиастай    |
| Ulaanbaatar  | Улаанбаатар | …    | 1.380.792    | 4.700        | 293,4           | Ulaanbaatar  | Улаанбаатар |

Quelle: Siehe Unten